# Château des Rohan (Mutzig)
Pour les articles homonymes, voir Châteaux et palais des Rohan.
Le château des Rohan est un monument historique situé à Mutzig, dans le département français du Bas-Rhin.
Le château héberge le musée régional des armes.

## Localisation
Ce bâtiment est situé à Mutzig.

## Historique
Le château a été construit après 1429 par Wirich Puller de Hohenbourg.
En février 1454, la ville est prise par les alliés de l'archevêque de Mayence en guerre contre les Puller de Hohenbourg. Le château résiste jusqu'à l'arrivée des Strasbourgeois. En mars de la même année, la famille Puller cède la moitié de la ville et du château à Strasbourg. En 1459, la ville cède ses parts un bourgeois local Conrad Bock. En 1470, l'évêque récupère les parts que possède encore la famille Puller.
En 1669, l'évêque est propriétaire de tout le château qu'il reconstruit de 1673 à 1680. En 1779, l'évêque Louis-René de Rohan réside régulièrement.
En mars 1793, le château est vendu comme bien national, à Meinrad Bruder, maire de Mutzig, et Louis Rumpler. En décembre, une manufacture de fusils s'y installe.
En 1804, château et ses dépendance sont acquis par le manufacturier Jacques Coulaux. Le château sert de résidence aux dirigeants et cadres de la société, les autres bâtiments, d'usine d'armes. 
En 1962, la commune rachète le château. En 1986, il est restauré et remanié en centre socio-culturel et musée, par l'architecte Rizzotti.
L'édifice fait l'objet d'une inscription au titre des monuments historiques depuis 1976.

## Architecture

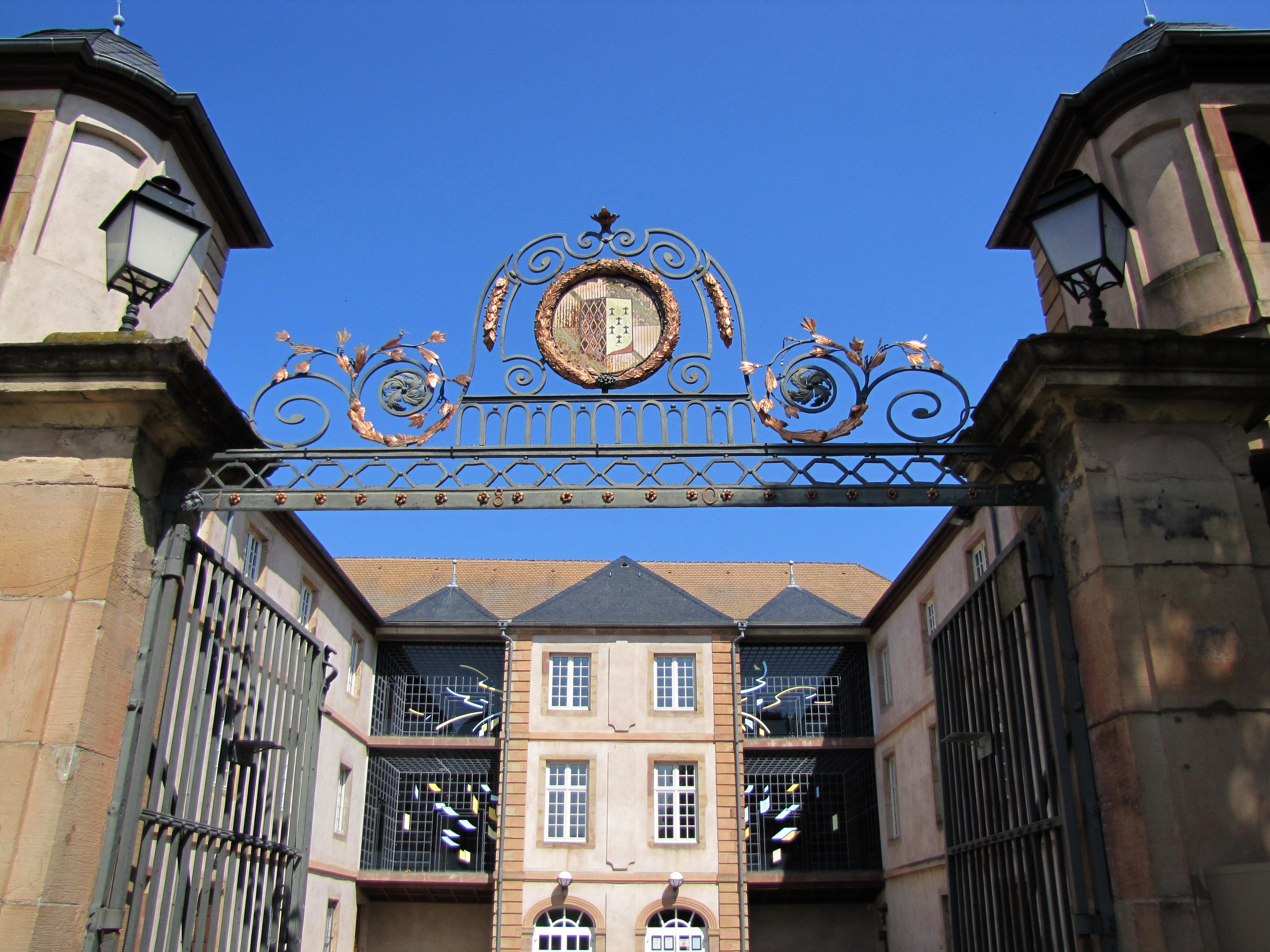
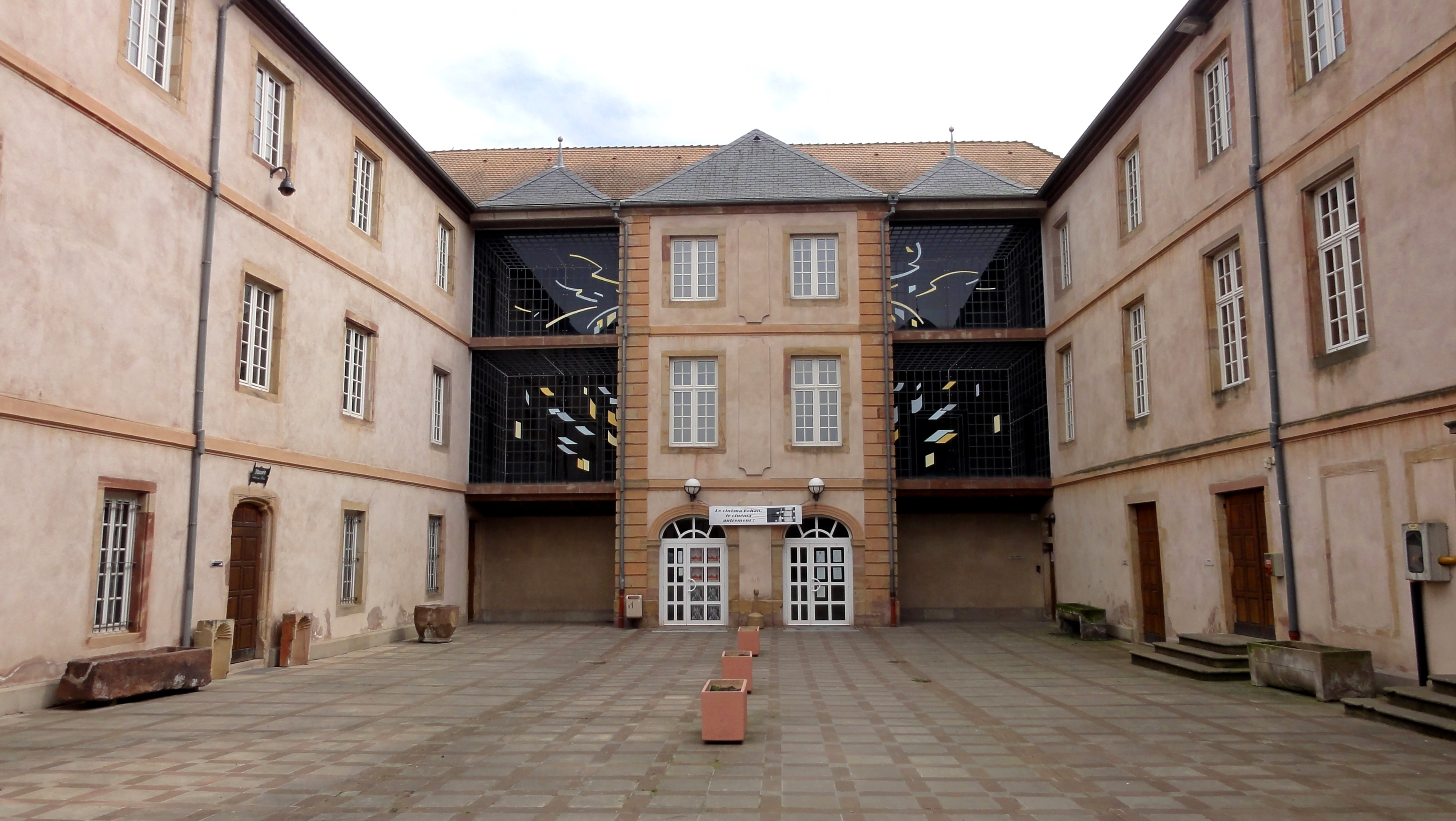
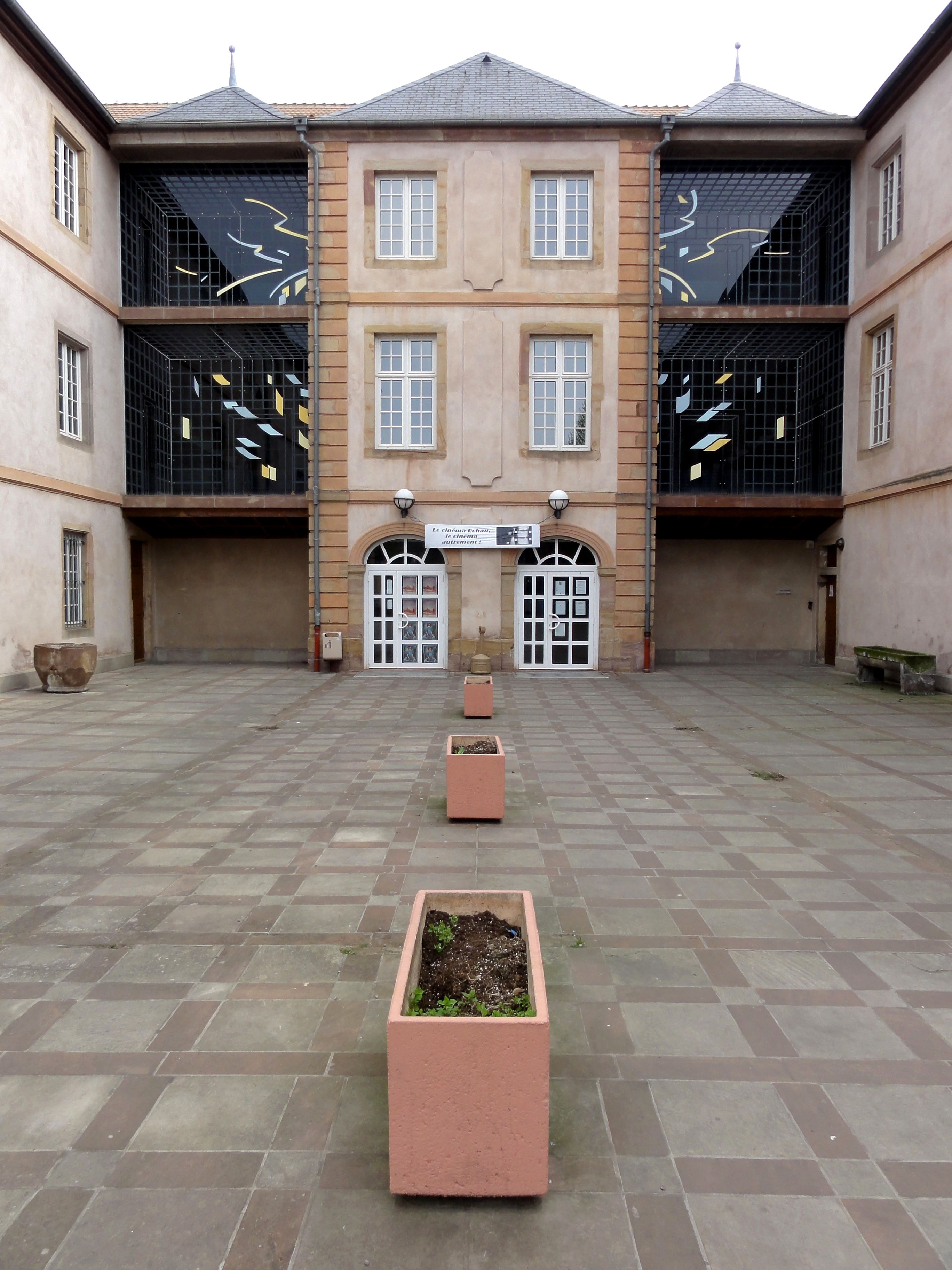
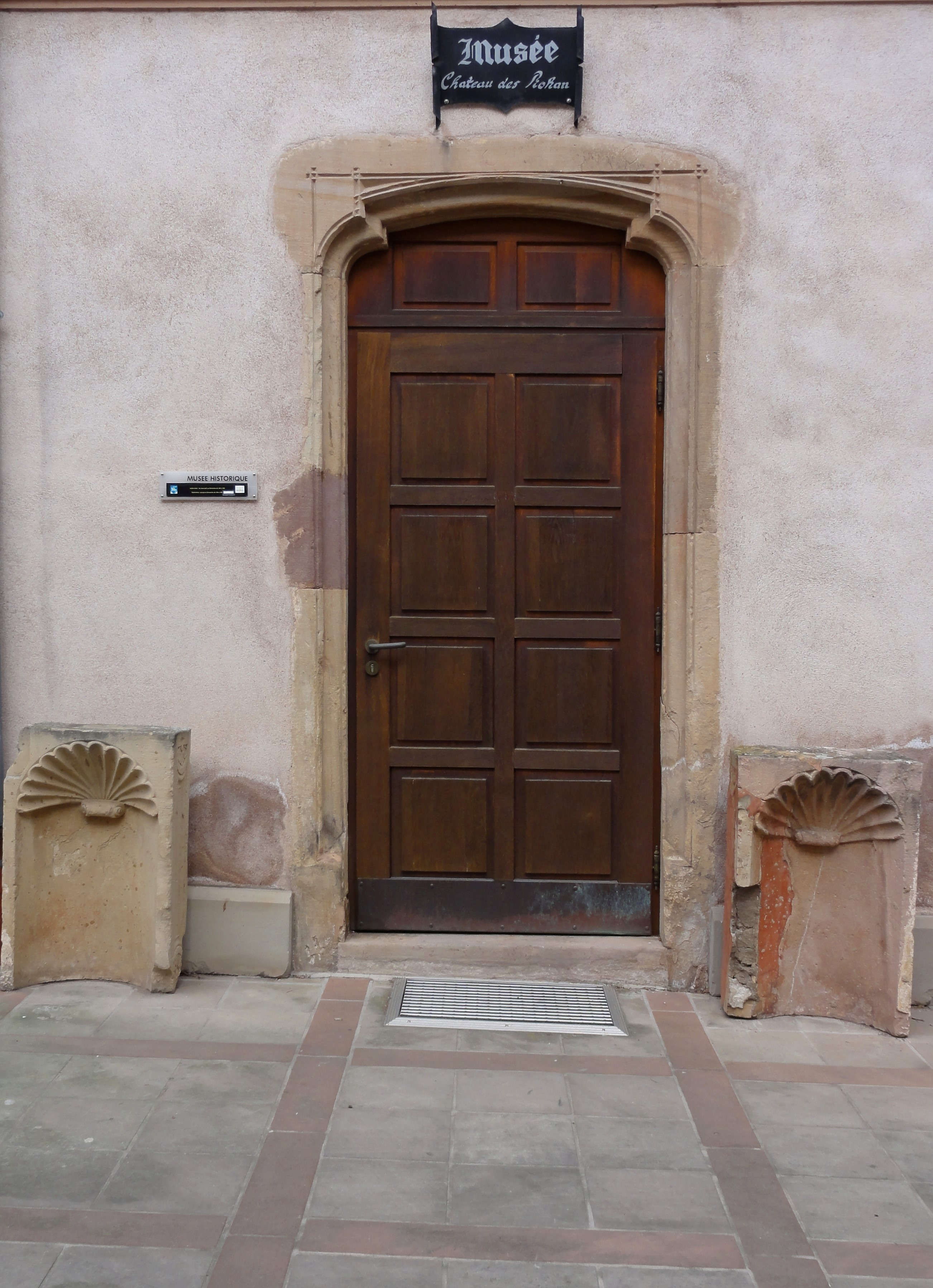
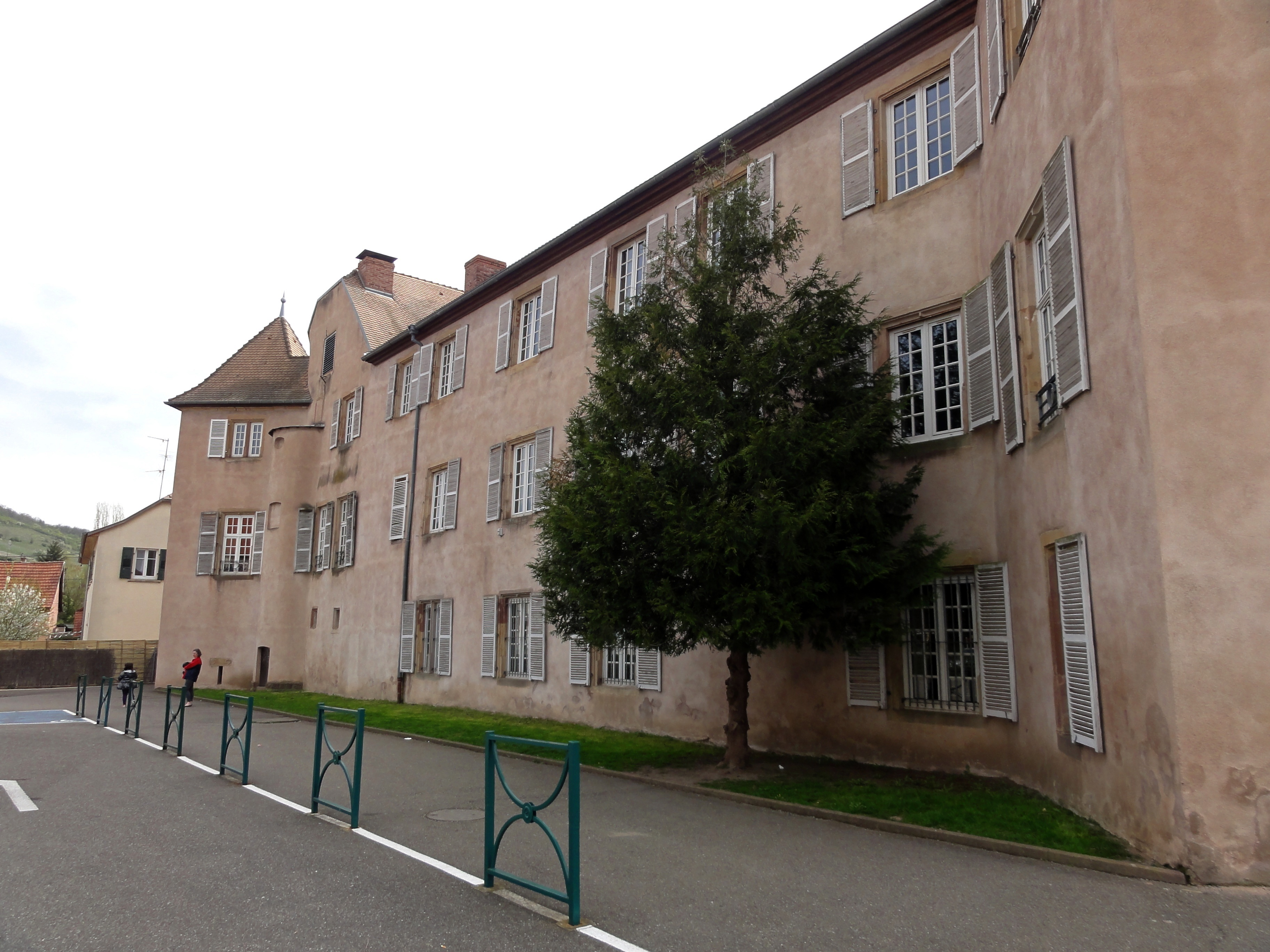
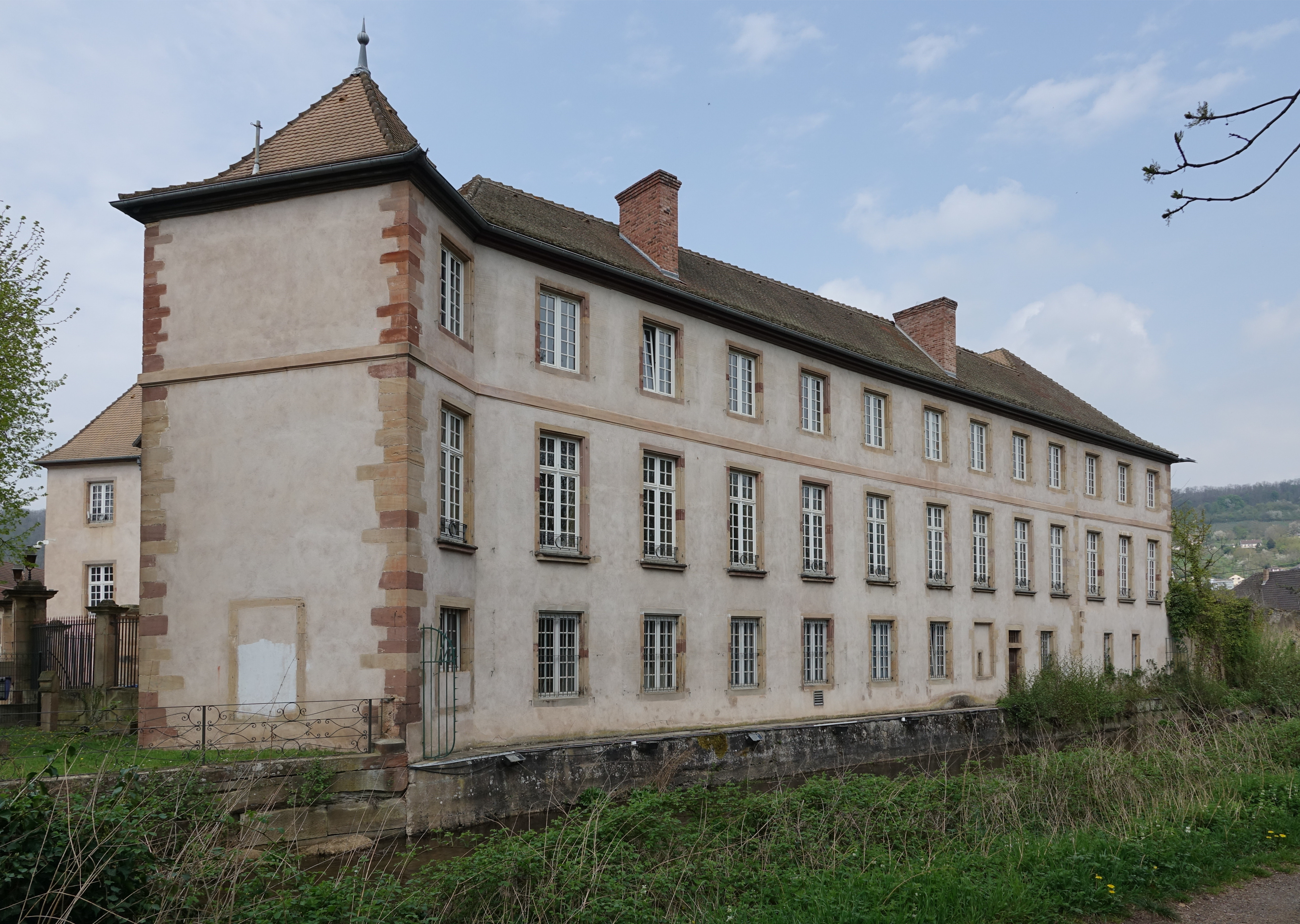